# Otto Friedrich (Radsportfunktionär)
Otto Friedrich (* 3. September 1940 in Halle (Saale); † 9. Juli 2008 in Forst (Lausitz)) war ein deutscher Funktionär im Radsport und Organisator von Radrennen.

## Leben
Friedrich war zunächst selbst Radrennfahrer, er startete von 1954 bis 1958 für die BSG Motor Albert-Richter in Halle und von 1958 bis 1963 für die SG Dynamo Cottbus. 1963 gründete er in Forst die Sektion Radsport bei der SG Dynamo Forst, dem heutigen Polizeisportverein. Seit dieser Zeit war er als Organisator vieler Radrennen auf der Bahn in Forst und Cottbus und von Straßenrennen aktiv. Er stand den Organisationskomitees von DDR-Meisterschaften, Etappenankünften der Friedensfahrten in der Lausitz, Deutschen und DDR-Meisterschaften auf der Bahn und auf der Straße und schließlich zwei Europameisterschaften vor. Insgesamt fanden mehr als 370 DDR-, deutsche und europäische Titelkämpfe aller Alters- und Leistungsklassen während seiner Zeit als Leiter des Radsportbüros in Forst statt, das er mehr als 35 Jahre leitete.
Friedrich war zudem viele Jahre zweiter Vorsitzender des Polizeisportvereines 1893 Forst, Vizepräsident des Brandenburgischen Radsportverbandes und dessen Geschäftsführer, Vizepräsident des Vereins Internationale Friedensfahrt und Mitglied des Präsidiums des Deutschen Radsport-Verbandes der DDR (DRSV), galt neben Täve Schur als Mitbegründer des Vereins Friedensfahrt und war Geschäftsführer dieses Vereins. Stark engagiert hat er sich für die Sanierung der Radrennbahn in Forst.